# Hypertension intracrânienne
Pour les articles homonymes, voir HIC.
L’hypertension intracrânienne (HIC ou HTIC) est un syndrome clinique témoignant de l'augmentation de volume d'au moins un des trois compartiments physiologiques intracrâniens : le parenchyme cérébral (prolifération tumorale, œdème…), le volume sanguin cérébral (hématome, turgescence, thrombophlébite…) et le volume de liquide cérébrospinal (hydrocéphalie).

## Physiopathologie
C'est un excès de pression à l'intérieur de la boîte crânienne. Parler d'hypertension intracrânienne n'est pas évoquer la pression du sang artériel mais bien la pression qu'exerce le liquide cérébrospinal (LCS, parfois encore appelé « liquide céphalorachidien ») sur le crâne et sur l'ensemble du névraxe.

## Causes
L'hypertension intracrânienne peut être secondaire à une compression sur les voies de circulation du liquide cérébrospinal. Cette compression est le plus souvent d'origine tumorale (tératome, gliome, germinome pinéal...) mais peut être également vasculaire (hématome, turgescence), infectieuse ou traumatique.
En l'absence de cause, on parle alors d'hypertension intracrânienne idiopathique.

## Manifestation clinique
Habituellement, l'hypertension intracrânienne se présente sous forme d'une céphalée frontale ou occipitale, typiquement matinale ou en seconde partie de nuit, intense, permanente, durable, augmentée par les manœuvres de Valsalva, soulagée par les vomissements. Il s'agit d'une urgence diagnostique et thérapeutique.
L'hypertension intracrânienne se traduit également par des vomissements en jet avec ou sans nausées, des crises comitiales (épilepsie), des troubles visuels (possible baisse d'acuité visuelle, diplopie par atteinte du nerf VI, des « éclipses visuelles »), un œdème papillaire (révélé par un examen du fond d’œil), des vertiges et des bourdonnements d'oreille.
Sans prise en charge adéquate et rapide, une somnolence peut survenir et s'aggraver par un coma.
Chez l'enfant de moins de 3 ans, l'hypertension intracrânienne peut se manifester par une augmentation du périmètre crânien. Chez l'enfant plus âgé, la symptomatologie peut être dominée par des signes pseudo-digestifs avec parfois la fausse appendicite de l'hypertension intracrânienne.

## Examen complémentaire
La suspicion diagnostique peut être étayée par un scanner ou une IRM. 

## Complications
La complication la plus néfaste de l'hypertension intracrânienne est l'engagement cérébral.
Une cécité est également possible par compression du nerf optique.

## Traitement
Le traitement de la cause est toujours préconisé s'il est possible (ablation d'une tumeur, retrait d'un hématome, traitement d'un abcès...). Le traitement symptomatique comprend principalement l'utilisation de diurétiques, et de solutés hypertoniques type mannitol. L'usage du glycérol, des corticoïdes et des diurétiques est contesté, en effet, les corticoïdes n'ont pas d'intérêt sur l'œdème et sont délétères pour le risque infectieux. Les traitements médicamenteux démontrés efficaces à ce jour sont le mannitol, l'administration de solutions hypertoniques et la surélévation de la tête.
Il est possible d'intervenir de manière chirurgicale. Cela consiste en la pose d'une dérivation ventriculaire externe (DVE) pour évacuer le LCS nécessaire. La pose d'une sonde est aussi pratiquée pour connaitre directement la pression intracrânienne (PIC). La PIC est physiologiquement entre 2 et 20 mmHg : au-delà de cette pression, on parle d'« hypertension intracrânienne » (HTIC).
Devant l'existence d'une hypertension intracrânienne la ponction lombaire est contre-indiquée car elle pourrait provoquer un engagement cérébral par création d'une dépression dans l'espace sous-arachnoïdien.